# Father Yod
Father Yod (James Edward Baker), född 4 juli 1922 i Cincinnati, Ohio, död  25 augusti 1975 i Oahu Hawaii 1947,  var grundare av den religiösa sekten The Source Family i Hollywood Hills. Han var också grundare till restaurangen The Source Restaurant och sångare i bandet YaHoWha 13. Han dog i en hängflygningsolycka på Hawaii dit han och hans grupp flyttat 1974.